# 都会の牙 (1950年の映画)

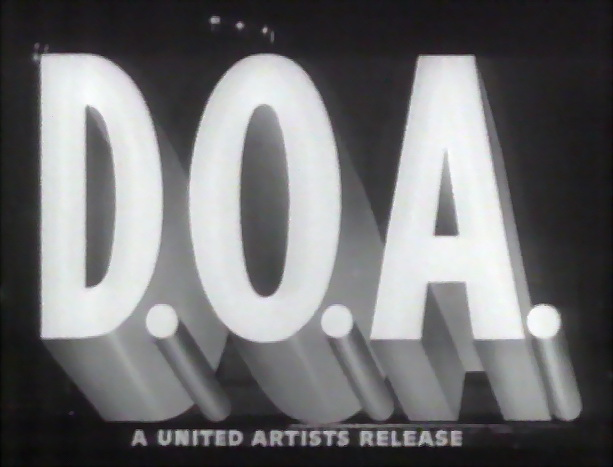
タイトル

『都会の牙』（とかいのきば、D.O.A.）は1950年のアメリカ映画。
本作は毒を盛られた主人公が、限られた時間の中で真犯人を探す筋書きである。
本作は2度リメイクされており、1969年のColor Me Deadと、1988年のD.O.A.が該当する。
また、本作は手続き上の問題で著作権の更新が行われなかったため、パブリックドメインとなっている 。

## キャスト
| 役名                     | 俳優                     | 説明                           |
| ------------------------ | ------------------------ | ------------------------------ |
| フランク・ビグロウ       | エドモンド・オブライエン | 毒を盛られ、死の宣告を受ける。 |
| ポーラ・ギブソン         | パメラ・ブリットン       | ビグロウの秘書。               |
| マジャク                 | ルーサー・アドラー       | ギャング                       |
| チェスター               | ネヴィル・ブランド       | マジャクの手下。               |
| スタンリー・フィリップス | ヘンリー・ハート         | 死者。                         |
| フィリップス夫人         | リン・バゲット           | 未亡人。                       |
| ハリデー                 | ウィリアム・チン         | フィリップスの会計主任。       |
| フォスター               | ビヴァリー・キャンベル   | フィリップスの秘書。           |
| ジェニー                 | ヴァージニア・リー       |                                |
| マーラ・ラクビアン       | ローレット・リューツ     |                                |

## ギャラリー

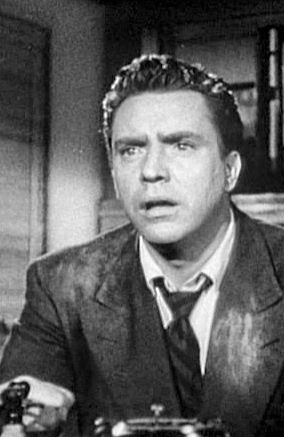
エドモンド・オブライエン
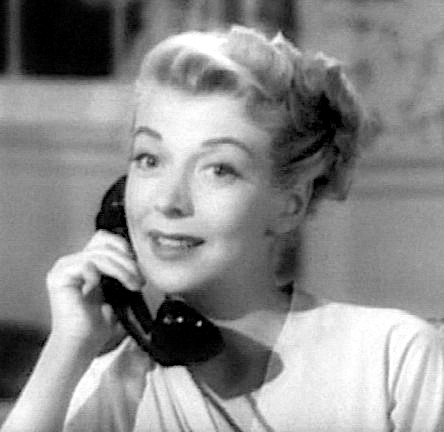
パメラ・ブリットン

## 受賞歴
- National Film Preservation Board 2004年
  - National Film Registry